# Trường Khoa học liên ngành và Nghệ thuật, Đại học Quốc gia Hà Nội
Trường Khoa học liên ngành và Nghệ thuật - Đại học Quốc gia Hà Nội (tiếng Anh: VNU School of Interdisciplinary Sciences and Arts – VNU-SIS) là một đơn vị đào tạo đại học top đầu về Khoa học Liên ngành trực thuộc Đại học Quốc gia Hà Nội. Nhiệm vụ trọng tâm của Trường là thực hiện những chương trình đào tạo đại học có tính liên ngành, liên lĩnh vực, đặc biệt tiên phong trong phát triển các lĩnh vực công nghiệp văn hóa, sáng tạo và nghệ thuật.
Trường được thành lập ngày 20 tháng 5 năm 2002 theo quyết định của Giám đốc ĐHQGHN với tên gọi Khoa Sau đại học. Ngày 25 tháng 1 năm 2017 Khoa Sau đại học được chính thức đổi tên thành Khoa Các khoa học liên ngành, chuyên trách các lĩnh vực khoa học liên ngành, là 1 trong 4 trụ cột thuộc chiến lược phát triển chung của Đại học Quốc gia Hà Nội. Ngày 29 tháng 1 năm 2024 theo Quyết định số 333/QĐ-ĐHQGHN của Giám đốc Đại học Quốc gia Hà Nội, Khoa được chuyển đổi mô hình và tổ chức lại thành Trường Khoa học liên ngành và Nghệ thuật kể từ ngày 01 tháng 03 năm 2024.

## Các ngành và chuyên ngành đào tạo

### Bậc cử nhân

#### Đào tạo từ năm 2021
- Quản trị tài nguyên Di sản[14][15]
- Quản trị Thương hiệu:

#### Đào tạo từ năm 2022
- Quản trị Đô thị Thông minh và Bền vững[16]
- Quản lí Giải trí và Sự kiện[17]

#### Đào tạo từ năm 2023
- Thiết kế sáng tạo (3 chuyên ngành)[18][19]

1. Đồ họa công nghệ số
2. Thời trang và Sáng tạo
3. Thiết kế nội thất bền vững

#### Đào tạo từ năm 2024
- Kiến trúc và Thiết kế cảnh quan[20]
- Nghệ thuật thị giác (gồm 2 chuyên ngành)

1. Nhiếp ảnh nghệ thuật
2. Nghệ thuật tạo hình đương đại

Đào tạo từ năm 2025
- Công nghệ truyền thông[21]

### Bậc thạc sĩ
- Thạc sĩ Di sản học
- Thạc sĩ Biến đổi khí hậu
- Thạc sĩ Khoa học bền vững
- Thạc sĩ Quản lí phát triển đô thị
- Công nghiệp văn hoá và sáng tạo

### Bậc tiến sĩ
- Tiến sĩ Di sản học
- Tiến sĩ Biến đổi khí hậu và phát triển bền vững

## Cơ cấu tổ chức

### Ban giám hiệu
- Hiệu trưởng: PGS.TS. Nguyễn Văn Hiệu
- Phó hiệu trưởng: TS. Nguyễn Kiều Oanh
- Phó hiệu trưởng: TS. Hoàng Trọng Nghĩa
- Phó hiệu trưởng: PGS.TS. Nguyễn Việt Khôi

### Khoa chuyên môn
- Khoa Công nghiệp văn hóa và Di sản
- Khoa Nghệ thuật và Thiết kế
- Khoa Quản trị và Kinh tế sáng tạo
- Khoa Kiến trúc, Đô thị và Khoa học bền vững

### Phòng ban, trung tâm, phòng thí nghiệm viện, tạp chí, quỹ
- Phòng Tổ chức - Hành chính
- Phòng Kế hoạch - Tài chính
- Phòng Đào tạo và Công tác sinh viên
- Phòng Khoa học công nghệ và Hợp tác phát triển
- Phòng Truyền thông và Tuyển sinh

### Các đơn vị hành chính khác
- Trung tâm Khảo thí và Đảm bảo chất lượng
- Trung tâm khoa học công nghệ và hỗ trợ đào tạo.
- Trung tâm Hợp tác và Đào tạo quốc tế

- Phòng thí nghiệm kỹ thuật đồng vị phóng xạ ứng dụng
- Phòng thí nghiệm công nghệ không gian phục vụ phát triển bền vững
- Viện Thiết kế sáng tạo và nghệ thuật ứng dụng
- Viện Quy hoạch phát triển bền vững
- Quỹ phát triển và đơn vị phục vụ, dịch vụ khác
- Tạp chí Khoa học liên ngành và nghệ thuật
- Bảo tàng Nghệ thuật